# Bait ul-Huda (Sydney)

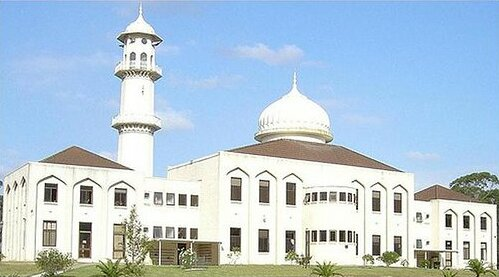
Bait ul-Huda

Das Bait ul-Huda (Urdu بیت الہدیٰ DMG Baīt al-Hudā, deutsch ‚Haus der Rechtleitung‘) ist eine Moschee in Sydney, die von der Ahmadiyya Muslim Jamaat (AMJ) in Australien unterhalten wird. Die Moschee hat eine Kuppel sowie ein Minarett, das dem Weißen Minarett von Qadian nachempfunden ist.

## Geschichte
Das Grundstück für die Moschee am Marsden Park wurde 1983 gekauft. Am 30. September desselben Jahrs legte Kalifat ul-Massih IV. den Grundstein für ihren Bau. Nach Fertigstellung des Baus wurde die Moschee im Juli 1989 ebenfalls durch Massih IV. eröffnet.
Der erste Missionar Schakil Ahmad Munir und seine Frau Naima Munir kamen am 5. Juli 1985 nach Australien. Die Ahmadiyya-Gemeinschaft wurde am 7. September 1987 in Australien als Ahmadiyya Muslim Association of Australia Inc. registriert.